# Пыранка
Пыра́нка (изредка — Пырянка; в верхнем течении также носит название Хомуто́вка; бел. Пыра́нка  / Хамутоўка) — река в Гродненском районе Гродненской области Белоруссии. Правый приток реки Котра (бассейн Немана).

## Гидрография
Река Пыранка вытекает из озера Молочное, протекает через озёра Белое и Рыбница, впадает в Котру южнее деревни Гущицы. Участок от истока до озера Белое также носит название Хомутовка.
Длина реки составляет 44 км. Площадь водосбора — 622 км². Средний наклон водной поверхности — 0,4 м/км.
Долина реки в среднем течении невыраженная, в верхнем и нижнем — трапециевидная, шириной 200—300 м. Склоны умеренно крутые, супесчаные; в верхнем и среднем течении — покрытые лесом, в нижнем — в основном распаханные, местами обрывистые. Пойма в верхнем течении двусторонняя, шириной 30—40 м, ровная, супесчаная, поросшая луговой растительностью; в нижнем — преимущественно правобережная, сухая. Берега крутые; в верхнем течении — высотой 0,5—0,7 м, супесчаные, задернованные, местами обрывистые; в нижнем течении — высотой 1—1,5 м, супесчаные и песчаные, поросшие луговой растительностью и кустарником.
Русло в верхнем течении извилистое, шириной 3—4 м, местами до 10 м. Участок длиной 3,2 км от озера Рыбница до деревни Пыра канализован.
Основной приток Пыранки — река Бервенка.
Среднегодовой расход воды в устье — 3,5 м³/с. На период весеннего половодья приходится 44 % годового стока.
Водосбор лежит в границах Неманской низменности. 30 % территории, относящейся преимущественно к верховьям, покрыто смешанным лесом с преобладанием сосны. Озёрность бассейна составляет 2 %. Наиболее крупные озёра — Веровское, Белое, Рыбница, Дервениское (Кальница), Зацково, Антозеро.